# عبد المالك سلاحجي
عبد المالك سلاحجي ولد في 8 أغسطس 1983 في الجزائر هو لاعب كرة يد دولي جزائري يلعب سعودي لنادي مضر السعودي  اعتزل اللعب دوليا عام 2015 بعد انتهاء بطولة كأس العالم لكرة اليد والتي أقيمت في دولة قطر.

## الانجازات مع المنتخب

### بطولة العالم
- المركز 18 في بطولة العالم 2003
- المركز 19 في بطولة العالم 2005
- المركز 22 في بطولة العالم 2011
- المركز 24 في بطولة العالم 2015

### بطولة أفريقيا
- الميدالية الفضية في بطولة أفريقيا 2002
- نصف النهائي في بطولة أفريقيا 2004
- الميدالية البرونزية في بطولة أفريقيا 2008
- الميدالية البرونزية في بطولة أفريقيا 2010
- الميدالية الذهبية في بطولة أفريقيا 2014

## الجوائز الشخصية
- أفضل حارس مرمى في بطولة افريقيا لكرة اليد 2010
- أفضل حارس مرمى في بطولة افريقيا لكرة اليد 2014